# Aulagromyza iberica
Aulagromyza iberica är en tvåvingeart som beskrevs av Spencer 1960. Aulagromyza iberica ingår i släktet Aulagromyza och familjen minerarflugor.
Artens utbredningsområde är Spanien. Inga underarter finns listade i Catalogue of Life.